# Nielsen Pro Tennis Championships 2011
Il Nielsen Pro Tennis Championships 2011 è stato un torneo professionistico di tennis maschile giocato sul cemento. È stata la 20ª edizione del torneo, che fa parte dell'ATP Challenger Tour nell'ambito dell'ATP Challenger Tour 2011. Si è giocato a Winnetka negli USA dal 26 giugno al 3 luglio 2011.

## Partecipanti

### Teste di serie
| Nazionalità | Giocatore       | Ranking* | Testa di serie |
| ----------- | --------------- | -------- | -------------- |
| Stati Uniti | Michael Russell | 90       | 1              |
| Stati Uniti | James Blake     | 102      | 2              |
| Stati Uniti | Donald Young    | 111      | 3              |
| Giappone    | Gō Soeda        | 131      | 4              |
| Stati Uniti | Bobby Reynolds  | 138      | 5              |
| Argentina   | Brian Dabul     | 141      | 6              |
| Cile        | Paul Capdeville | 142      | 7              |
| Sudafrica   | Rik De Voest    | 147      | 8              |

- 1 Ranking al 20 giugno 2011.

### Altri partecipanti
Giocatori che hanno ricevuto una wild card:
- James Blake
- Robby Ginepri
- Evan King
- Jack Sock

Giocatori entrati nel tabellone principale come special exempt:
- Pierre-Ludovic Duclos

Giocatori che sono passati dalle qualificazioni:
- Luka Gregorc
- Bradley Klahn
- Denis Kudla
- Michael Shabaz

## Campioni

### Singolare
James Blake ha battuto in finale  Bobby Reynolds con il punteggio di 6–3, 6–1

### Doppio
Treat Conrad Huey /  Bobby Reynolds hanno battuto in finale  Jordan Kerr /  Travis Parrott con il punteggio di 7–6(7), 6–4